# بداية المجتهد ونهاية المقتصد
بداية المجتهد هو كتاب فقهي يحتوي على الفقه المقارن وقد ألفه الفيلسوف المالكي ابن رشد الحفيد، ويُعتبر من أفضل الكتب التي اشتملت على بيان أسباب الاختلاف بين العلماء في كل مسألة.

قال ابن رشد في مقدمة الكتاب 
| بداية المجتهد ونهاية المقتصد | فإن غرضي في هذا الكتاب أن أثبت فيه لنفسي على جهة التذكرة من مسائل الأحكام المتفق عليها والمختلف فيها بأدلتها، والتنبيه على نكت الخلاف فيها ما يجري مجرى الأصول والقواعد لما عسى أن يرد على المسائل المنطوق بها في الشرع أو تتعلق بالمنطوق به تعلقا قريبا، وهي المسائل التي وقع الاتفاق عليها أو اشتهر الخلاف فيها بين الفقهاء الإسلاميين من لدن الصحابة رضي الله عنهم إلى أن فشا التقليد | بداية المجتهد ونهاية المقتصد |

## موضوع الكتاب
يعدّ من أهم الكتب التي تتناول علم الخلاف الفقهي، فهو على صغر حجمه قد حوى أمهات مسائل الفقه؛ مبينا مواطن الوفاق والخلاف شارحا وجوه المذاهب المختلفة، ذاكرا أقوال العلماء لكل مسألة من المسائل الفقهي، منبها على نكت الخلاف فيها مع مناقشة الآراء والأدلة بلا تعصب، والكتاب يعد من أهم كتب الفقه المقارن.

## عن المؤلف
ابن رشد (520 - 595 هـ = 1126 - 1198 م)، وهو محمد بن أحمد بن محمد بن رشد الأندلسي، أبو الوليد: الفيلسوف، من أهل قرطبة. ويسميه الإفرنج (Averroes) عني بكلام أرسطو وترجمه إلى العربية، وزاد عليه زيادات كثيرة.
وصنف نحو خمسين كتابا، منها «فلسفة ابن رشد - ط» وتسميته حديثة وهو مشتمل بعض مصنفاته، و «التحصيل» في اختلاف مذاهب العلماء، و «الحيوان» و «فصل المقال فيما بين الحكمة والشريعة من الاتصال - ط» و «الضروري» في المنطق، و «منهاج الأدلة» في الأصول، و «المسائل - خ» في الحكمة، «وتهافت التهافت - ط» في الرد على الغزالي، و «بداية المجتهد ونهاية المقتصد - ط» في الفقه، و «جوامع كتب أرسطاطاليس - خ» في الطبيعيات والإلهيات، و «تلخيص كتب أرسطو - خ» و «علم ما بعد الطبيعة - ط» و «الكليات - ط» بالتصوير الشمسي، في الطب، ترجم إلى اللاتينية والإسبانية والعبرية، و «شرح أرجوزة ابن سينا - خ» في الطب، في خزانة القرويين (الرقم 2786) بفاس، و «تلخيص كتاب النفس - ط» ورسالة في «حركة الفلك». وكان دمث الأخلاق، حسن الرأي.
عرف المنصور (المؤمني) قدره فأجله وقدمه.
واتهمه خصومه بالزندقة والإلحاد، فأوغروا عليه صدر المنصور، فنفاه إلى مراكش، وأحرق بعض كتبه، ثم رضي عنه وأذن له بالعودة إلى وطنه، فعاجلته الوفاة بمراكش، ونقلت جثته إلى قرطبة، قال ابن الأبار: كان يفزع إلى فتواه في الطب كما يفزع إلى فتواه في الفقه.
ويلقب بابن رشد «الحفيد» تمييزا له عن جده أبي الوليد محمد بن أحمد (المتوفى سنة 520) ومما كتب فيه: «ابن رشد وفلسفته - ط» لفرح أنطون، و «ابن رشد - ط» ليوحنا قمير، و «ابن رشد الفيلسوف - ط» لمحمد بن يوسف موسى، و «ابن رشد - ط» لعباس محمود العقاد.

## وصلات خارجية
- كتاب بداية المجتهد ونهاية المقتصد علي موقع المكتبة الرقمية العالمية